# Палата представителей Австралии
Австралийская Палата представителей (англ. Australian House of Representatives) — нижняя палата Парламента Австралии (верхней палатой является Сенат). Палату представителей иногда называют «народной палатой» или «палатой правительства».

## Состав
Палата представителей состоит из 151 депутата, каждый из которых представляет избирателей определённого избирательного округа. Границы избирательных округов образуются и время от времени изменяются таким образом, чтобы каждый член нижней палаты Парламента представлял примерно равное количество избирателей по сравнению с другими депутатами. Вследствие того, что население Австралии распределено крайне неравномерно, размеры избирательных округов отличаются друг от друга весьма значительно. Некоторые избирательные округа занимают площадь всего в несколько квадратных километров, другие же могут достигать более двух миллионов квадратных километров.
Члены Палаты представителей избираются с помощью системы голосования известной как преференциальное (преимущественное) голосование. Согласно этой системе, избиратель отмечает цифрами против фамилий кандидатов в избирательном бюллетене, в каком порядке он за них голосует, то есть это голосование с указанием кандидатов в порядке предпочтения.
Период, на который избирается Палата представителей, не может превышать трёх лет. По истечении этого срока в Палату должны быть проведены очередные выборы. Однако на практике довольно часто они проводятся гораздо раньше отведенного для этого по закону срока.
Исторически основными партиями, представленными в Палате представителей, являются Лейбористская партия Австралии, Либеральная партия Австралии и Национальная партия Австралии. Две последние политические партии образуют Коалицию и в случае победы на выборах совместно участвуют в образовании нового кабинета министров. В последние годы в Палату представителей входили также некоторые мелкие политические партии Австралии, а также независимые депутаты.
Работа по руководству работой Палаты представителей, а также наблюдение за регламентом и порядком возлагается на Спикера Палаты представителей. Новый Спикер выбирается на первом заседании Палаты из числа депутатов Палаты. По закону Спикером может быть любой член Палаты представителей, однако на практике им, как правило, становится член партии или коалиции, имеющей большинство в Палате.
Каждый вновь избранный парламентарий (сенатор или член Палаты представителей), вступая в должность, в соответствии с гл. 42 конституции Австралии обязан принести присягу (англ. oath) или заявление (affirmation) о верности правящему в данный момент британскому монарху и его/её наследникам и правопреемникам, поскольку король или королева Великобритании является, согласно конституции, главой австралийского государства.

## Функции
Палата представителей выполняет следующие функции:
- Законотворчество. Основной обязанностью Палаты представителей считается деятельность, связанная с обсуждением и принятием новых законов, а также внесение дополнений и изменений в уже существующее законодательство. Любой член Палаты представителей имеет право выступить с законодательной инициативой и внести на обсуждение новый законопроект (билль), однако на практике основная законотворческая инициатива исходит от членов кабинета министров. Для того, чтобы получить силу закона, билль должен пройти обсуждение и получить одобрение обеих палат парламента. Обсуждение законопроекта может начаться как в Палате представителей, так и в Сенате, однако новые законопроекты, как правило, вносятся на первое обсуждение именно в Палату представителей.

- Образование Кабинета министров (правительства) Австралии. По завершении выборов партия (или коалиция партий), получившая большинство мест в Палате представителей, становится правящей партией. Её лидер становится Премьер-министром, а министерские портфели распределяются среди членов победившей партии из числа депутатов Палаты представителей и Сената. Для того, чтобы правительство оставалось у власти, оно должно опираться на большинство в Палате представителей.

- Контроль за деятельностью правительства и предание гласности его шагов. Дебаты и обсуждения внесённых законопроектов и отчётов деятельности правительства, обсуждения общественно важных событий и решений, проведения расследований и изучение вопросов в комитетах, постановка вопросов конкретным министрам с целью получения полной и правдивой картины деятельности правительства и отдельных министерств. В специально определённое время (14:00) члены Палаты представителей могут задавать любые вопросы министрам без предварительного предупреждения на темы, непосредственно касающиеся их прямых министерских обязанностей. Вопросы могут быть заданы также предварительно с тем, чтобы министры предоставили письменные ответы и разъяснения по поводу своей деятельности.

- Представление интересов избирателей. Члены Палаты представителей могут представлять петиции от граждан, а также озвучивать беспокойство и вопросы граждан во время заседаний. Члены Палаты представителей могут также поднимать вопросы, интересующие граждан, в министерствах и правительственных департаментах.

- Контроль за расходами правительства. Правительство не имеет право собирать налоги и тратить собранные деньги без соответствующего одобрения законом. Для этого в Палате представителей обсуждаются и принимаются соответствующие законопроекты. Соответствующие комитеты, кроме того, занимаются наблюдением за тем, куда и в каких размерах правительство направляет собранные средства.

## Заседания
Обычно заседания Палаты представителей проводятся в периоды с февраля по март, с мая по июнь и с августа по декабрь. Во время этих периодов Палата представителей обычно собирается на две недели, после чего следует двухнедельный перерыв, во время которого общие заседания не проводятся. Заседания, как правило, проходят с понедельника по четверг каждой недели заседаний.
Регламент заседаний Палаты представителей определяется специальными правилами, которые оговорены в специальном документе. Большая часть заседаний посвящена обсуждению деятельности правительства, а также обсуждению и принятию новых законопроектов. Понедельник отводится для обсуждения вопросов, поднятых комитетами, а также отдельными членами Палаты, не входящими в правительство или теневой кабинет.

## Комитеты
Палата представителей включает в себя широкую и хорошо проработанную систему комитетов. Комитеты принято разделять на две категории:
- Рабочие комитеты. Сюда относятся комитеты, отвечающие за работу с правительством, а также занимающиеся проблемами, которые имеют большое общественное значение. Они собирают информацию и вопросы, поступающие от избирателей, и на их основе формируют рекомендации правительству по проведению тех или иных акций. Комитеты этой категории как бы дублируют деятельность правительства. Например, Комитет по работе с Аборигенами и островитянами Торресова пролива; Комитет по экономике, финансам и общественному управлению.
- Внутренние комитеты. Сюда относятся комитеты, отвечающие за работу Палаты. Например: Комитет по привилегиям, Процедурный комитет.

Существует целый ряд так называемых совместных комитетов, работа в которых проводится совместно с членами Палаты представителей и сенаторами.
Ниже приведен список комитетов Палаты представителей и совместных комитетов, в которых заняты члены Палаты представителей:
- Аборигены и жители Торресова пролива.
- Изменение климата, водные ресурсы, окружающая среда и искусство.
- Связь.
- Экономика.
- Образование и профессиональная подготовка.
- Занятость и производственные отношения.
- Семья, общество, жильё и работа с молодёжью
- Здравоохранение и забота о престарелых.
- Промышленность, наука и новые технологии.
- Инфраструктура, транспорт, региональное развитие и местное самоуправление.
- Законодательство и конституционные взаимоотношения.
- Запросы.
- Природные ресурсы.
- Привилегии и права членов Парламента.
- Процедуры.
- Публикации.

А также список совместных комитетов, в которых члены Палаты представителей принимают участие наравне с сенаторами:
- Австралийская комиссия по улучшению законодательства.
- Австралийская криминальная комиссия
- Освещение работы Парламента в средствах массовой информации.
- Корпорации и финансовые услуги.
- Вопросы выборов.
- Международные отношения, оборона и торговля.
- Миграция населения.
- Национальная, столичная и внешние территории.
- Безопасность и секретные службы.
- Библиотека Парламента.
- Надзор за соблюдением законодательства.
- Общественные работы.
- Договоры.

## Партийное представительство
На выборах 2007 года победу одержала Лейбористская партия Австралии, возглавляемая Кевином Раддом, который стал впоследствии премьер-министром Австралии.
По результатам федеральных выборов 2 июля 2016 года, в которых всего участвовало 6 партий и блоков, правящая коалиция Национальной партии и Либеральной партии Австралии получила 42,15 % голосов избирателей. Лейбористская партия набрала 34,76 %. По итогам подсчета предпочтений коалиция получила 50,34 % голосов и 77 мест в Палате представителей, обеспечив себе большинство в 2 места, а лейбористы получили 49,66 % голосов и 68 мест, отвоевав у коалиции 12 мест. По одному месту в Палате представителей получили Австралийские зелёные (набрали 10,08 % голосов), «Команда Ника Ксенофона» и «Каттеровская Австралийская партия». Ещё два места заняли независимые кандидаты.